# Evert Sylvander
August Evert Sylvander, född 5 januari 1874 i Landskrona, död 30 september 1942 i Uppsala, var en svensk major och tecknare.
Han var son till generalmajoren Carl Oskar Sylvander och Augusta Wilhelmina Danielsson och från 1902 gift med Märta Matilda Sandberg. Sylvander blev underlöjtnant vid Vaxholms artillerikår 1896 och löjtnant 1900 samt kapten vid Upplands infanteriregemente 1910 och major i armén 1929. Vid sidan av sitt arbete var Sylvander verksam som tecknare och exlibriskonstnär. Ett flertal av hans exlibris har återutgivits i Svensk exlibristidskrift. Evert Sylvander är begraven på Östra begravningsplatsen i Kristianstad.